# Aigua destil·lada

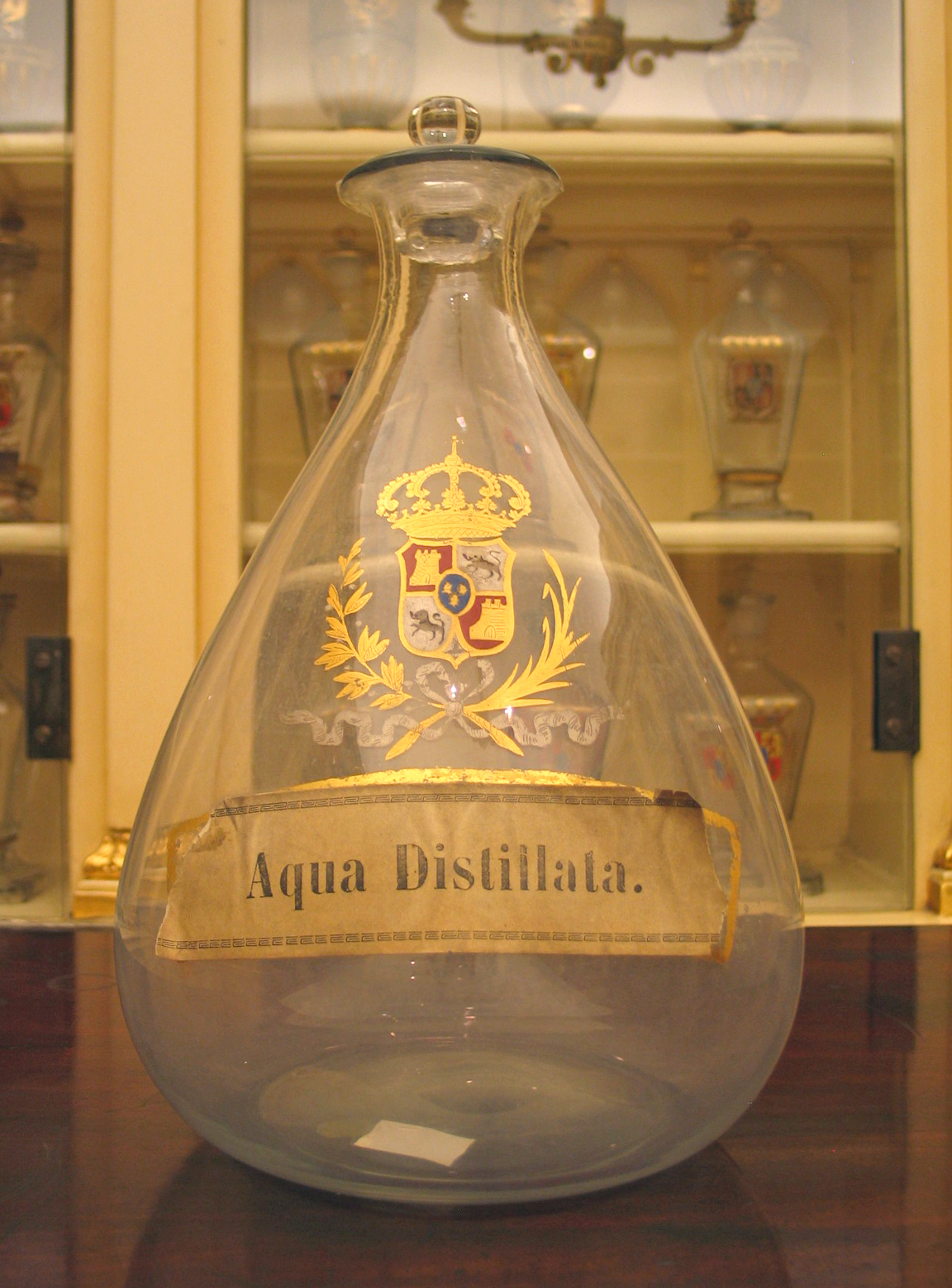
Recipient Aqua Distillata a la Real Farmacia de Madrid.

L'aigua destil·lada és aigua de la qual pràcticament s'han extret totes les impureses per mitjà de la destil·lació. La destil·lació implica bullir l'aigua i condensar-ne el vapor dins d'un recipient net, deixant enrere la majoria o la totalitat dels sòlids que la contaminen. La conductivitat elèctrica de l'aigua destil·lada és gairebé nul·la per la manca d'ions de clorur, calci, magnesi i fluorurs.

## Aplicacions
Als laboratoris químics i biològics, com també en la indústria, es prefereixen les alternatives més barates com són l'aigua purificada o concretament l'aigua desionitzada respecte a l'aigua destil·lada. Tanmateix, es fa servir l'aigua destil·lada si les aigües alternatives no resulten prou pures. Quan cal una aigua excepcionalment pura es fa servir aigua bidestil·lada.
En les bateries de plom i àcid dels automòbils es fa servir, ja que la presència d'altres ions que es troben en l'aigua que surt de l'aixeta poden causar una gran reducció de la durada de vida de la bateria. També es fa servir als sistemes de refrigeració dels automòbils. Els minerals i ions que es troben en l'aigua normal poden resultar corrosius en mecanismes interns o afectar els anticongelants. En les planxes de planxar allarguen la vida de l'aparell.
Pot servir també per a dissoldre aigua normal que és massa mineralitzada o dura per a la fabricació casolana de cervesa tipus Pilsener. Tota sola, com a beguda, no és favorable per a la salut per la manca de minerals essencials que provoca una desmineralització del cos.